# Кубер-Педи
Кубер-Педи (англ. Coober Pedy) — небольшой город в центральной части австралийского штата Южная Австралия, центр одноимённого района местного самоуправления. Население города по оценкам на 2011 год составляло 1695 человек. Ближайшие крупные города — Порт-Огаста (500 километров к югу) и Алис-Спрингс (600 километров на север). Частично подземный город.

## История
Город известен как мировая столица опалов: здесь расположено одно из богатейших месторождений опалов, где сосредоточено около 30 % общемировых запасов. Обыкновенный опал был впервые обнаружен в Австралии в 1849 году во времена золотой лихорадки, но благородный опал в Кубер-Педи нашли лишь в 1915 году. Название Кубер-Педи переводится с языка австралийских аборигенов (kupa piti), как «нора белого человека» или «белый человек под землёй».

## Описание
Кубер-Педи находится на хребте Стюарта в Южной Австралии, у восточной кромки Большой пустыни Виктория. Это одно из самых пустынных и малонаселенных мест Австралии. Чтобы добраться из Аделаиды до Кубер-Педи, придётся проехать 850 километров на север по автомагистрали Стюарт.

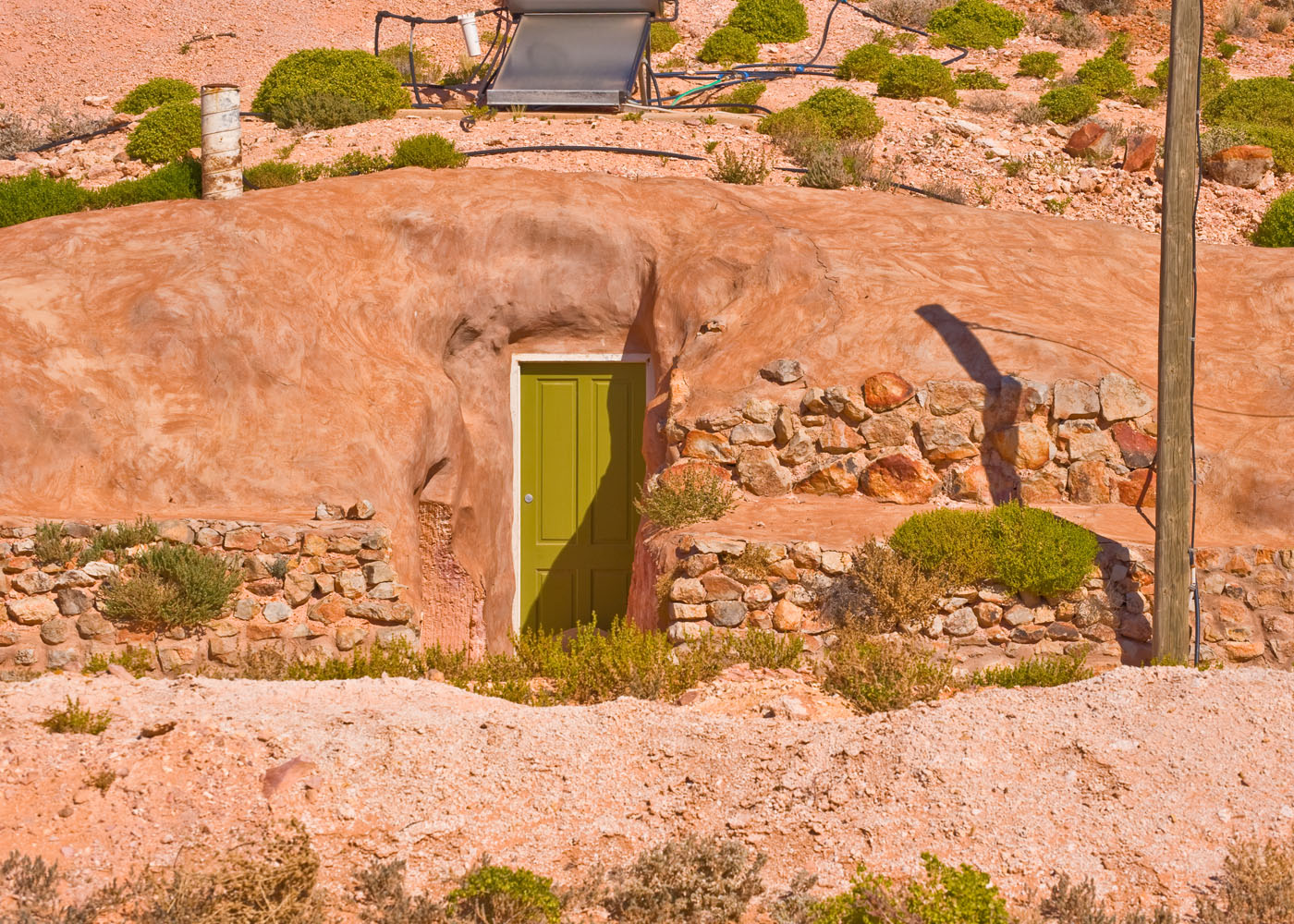
Вход в подземное жилище

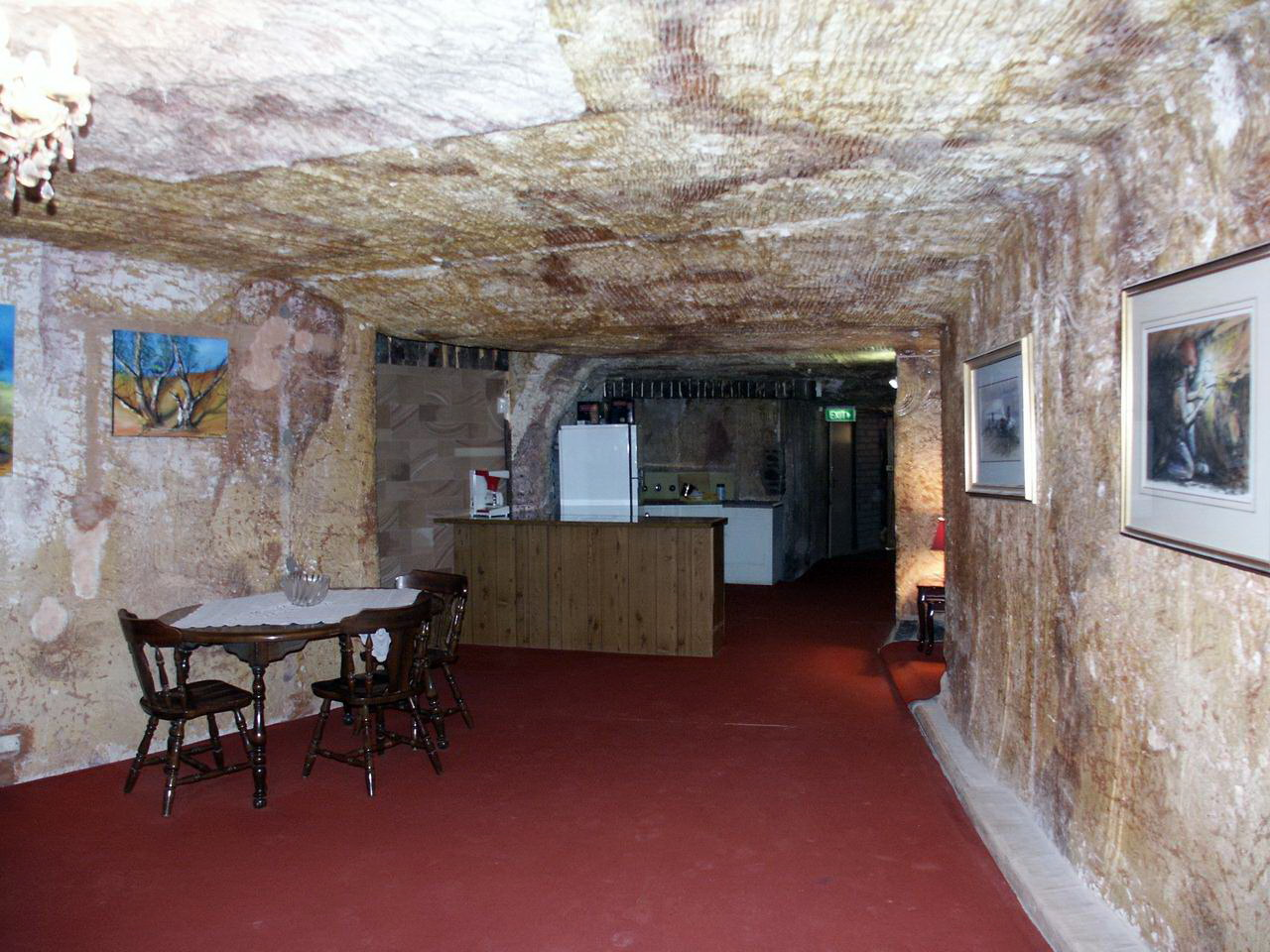
Интерьер подземного жилища

### Жилища
Из-за неблагоприятных погодных условий, таких как высокие дневные температуры и песчаные бури, жители Кубер-Педи первоначально селились в подземных жилищах. Большая часть населения городка была занята в горной промышленности и поэтому вход в шахту часто шёл прямо из подземного дома. В таком жилище, прорубленном внутри горы, всё напоминало обычный дом — здесь были спальни, гостиные, кухни и ванные комнаты. При отсутствии кондиционеров в подземном жилище сам собой поддерживался оптимальный температурный режим — около 22 °C.
В настоящее время рыть шахты на территории городка запрещено, и до половины его жителей уже живёт в традиционных домах со всеми удобствами. Но и современные так называемые «Dugout» (то есть «вырытые» жилища) нисколько не уступают по комфорту — в них имеются электричество, водопровод, канализация. Существуют две разновидности оформления — «натуральная» и «современная»:
- «Натуральная» — после раскопок и формирований комнат стены и потолок покрывают раствором ПВА, чтобы не пылили. Таким образом сохраняются натуральные цвет и фактура естественного камня.
- «Современная» — после формирования комнаты её просто обшивают гипсокартоном. Тогда комната после финишной отделки становится совершенно неотличима от «обыкновенного» жилья, и только малое количество окон или их полное отсутствие выдаёт то, что это подземный вариант.

Изначально и традиционно делали только два окна по обе стороны входной двери. Это было связано с тем, что при большем остеклении жилище начинало прогреваться летом, теряя тем самым установившийся температурный режим. Сейчас это ограничение обходится установкой кондиционеров, поэтому теперь можно увидеть самые разнообразные варианты, включая комбинацию традиционного и подземного жилища с «натуральными» и «современными» комнатами.

### Вода
В Кубер-Педи совершенно нет воды, сколько ни пытались бурить. Это один из самых малодождливых регионов Австралии. Изначально вода стоила очень дорого, поскольку её доставляли за многие километры вьючными животными, в основном верблюдами. В настоящее время проложен водопровод, но вода всё ещё относительно дорога ($5 за 1000 литров).

### Достопримечательности
Многое из привлекающего интерес к Кубер-Педи находится под землёй — это кладбище и подземные церкви. Первые «деревья», которые можно было увидеть в городе, были сварены из кусочков железа. Да и сейчас их очень мало — зелень представлена в основном кактусами, привезёнными из самых разных частей света. В городе есть местные поля для гольфа с «передвижной травой» — гольфисты выстилают небольшие кусочки «дёрна» вокруг для первого удара.

### Интересные факты
Кубер-Педи входит во многие туристические маршруты по Австралии.
«На фоне» Кубер-Педи снимали такие фильмы, как: «Безумный Макс 3: Под куполом грома», «Кенгуру Джекпот», «Приключения Присциллы, королевы пустыни» и «Чёрная дыра».
В Кубер-Педи проводился второй сезон «The Amazing Race».
В районе Кубер-Педи в 2012 году провели экспериментальные учения для экспедиции на Марс.
Также на краю города находится самая большая в мире животноводческая ферма и самый длинный в мире «Австралийский забор».

## Климат
По классификации Кёппена в районе Кубер-Педи климат пустыни, растительность практически отсутствует.

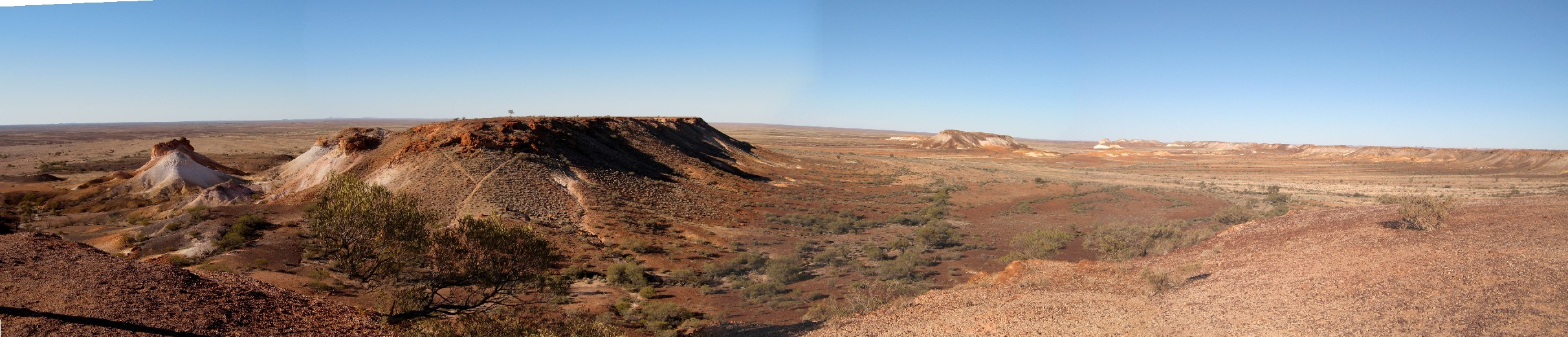
Типичный пустынный ландшафт Кубер-Педи

Кубер-Педи один из самых засушливых районов Австралии, здесь дождей практически не бывает. В среднем, за год здесь выпадает около 150 мм осадков. Перепады дневной и ночной температуры очень сильные. Летом, в течение дня, температура может превышать 40 °C, а к ночи снижается до 20 °C, возможны песчаные бури. В течение зимы дневная температура колеблется около 20 °C, средняя ночная температура около 7 °C.
| Показатель                                                              | Янв. | Фев. | Март | Апр. | Май  | Июнь | Июль | Авг. | Сен. | Окт. | Нояб. | Дек. | Год   |
| ----------------------------------------------------------------------- | ---- | ---- | ---- | ---- | ---- | ---- | ---- | ---- | ---- | ---- | ----- | ---- | ----- |
| Средний суточный максимум, °C                                           | 36,4 | 35,7 | 32,8 | 27,6 | 22,3 | 18,8 | 18,7 | 20,7 | 24,5 | 28,9 | 32,1  | 34,6 | 27,8  |
| Средний суточный минимум, °C                                            | 20,7 | 20,8 | 18,2 | 14,0 | 10,1 | 7,2  | 6,3  | 7,4  | 10,1 | 13,6 | 16,6  | 19,1 | 13,7  |
| Норма осадков, мм                                                       | 17,2 | 22,5 | 13,1 | 6,5  | 13,1 | 14,4 | 7,8  | 9,2  | 8,4  | 14,9 | 11,6  | 17,5 | 156,2 |
| Источник: http://www.bom.gov.au/climate/averages/tables/cw_016007.shtml |      |      |      |      |      |      |      |      |      |      |       |      |       |

## Галерея

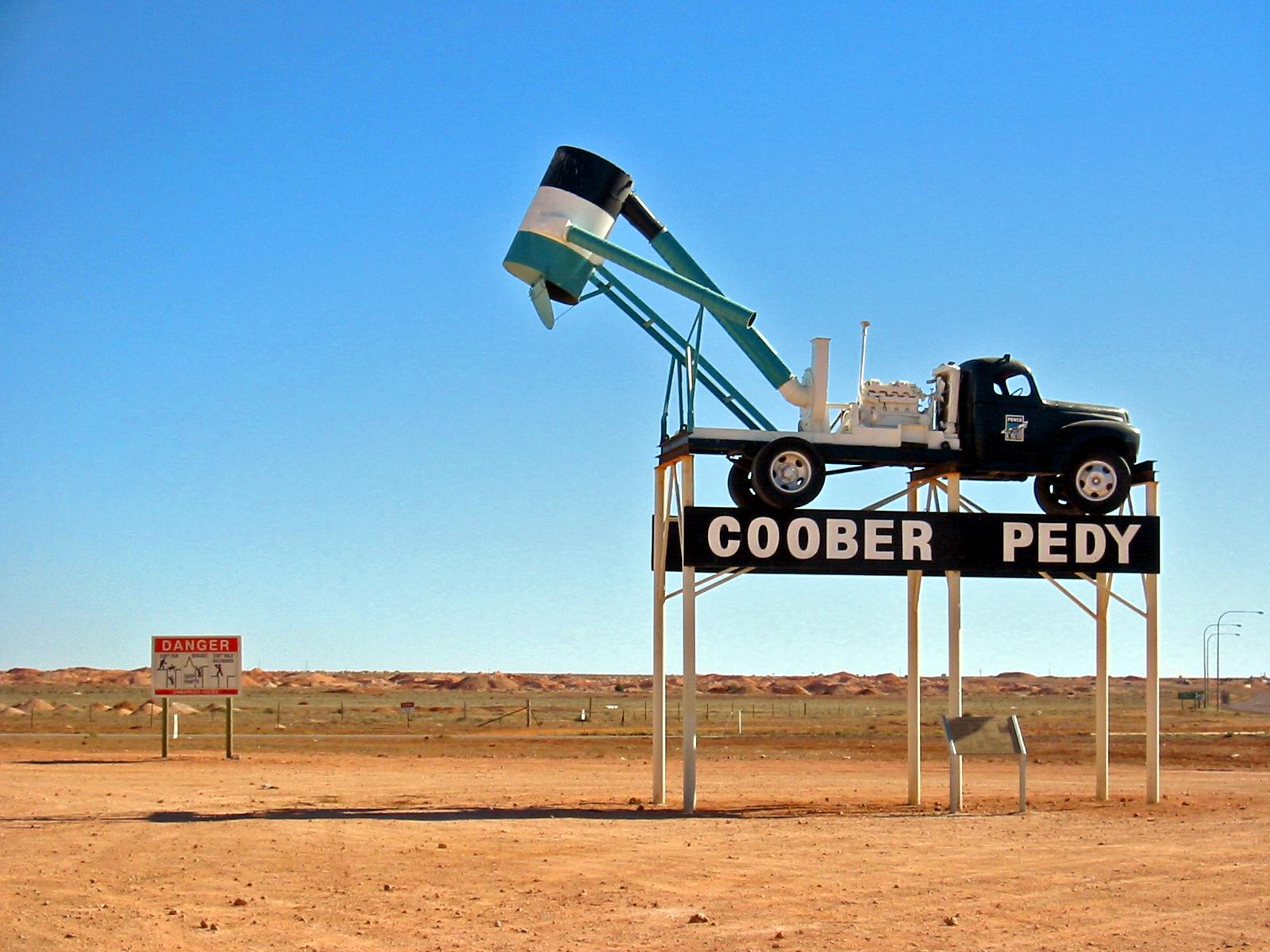
Дорожный знак, Кубер-Педи
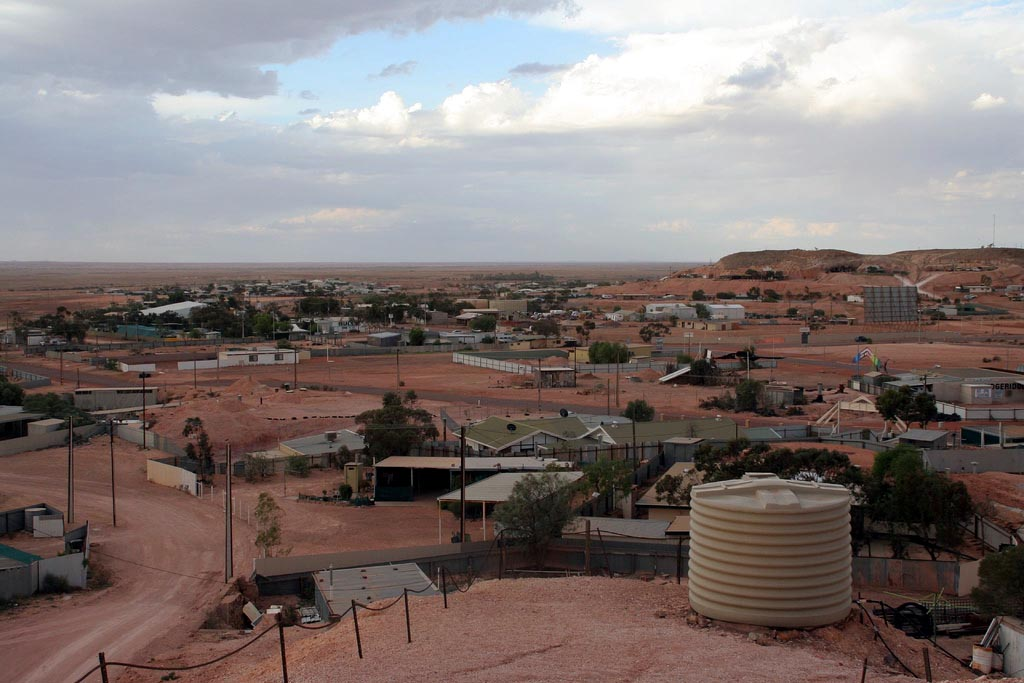
Кубер-Педи
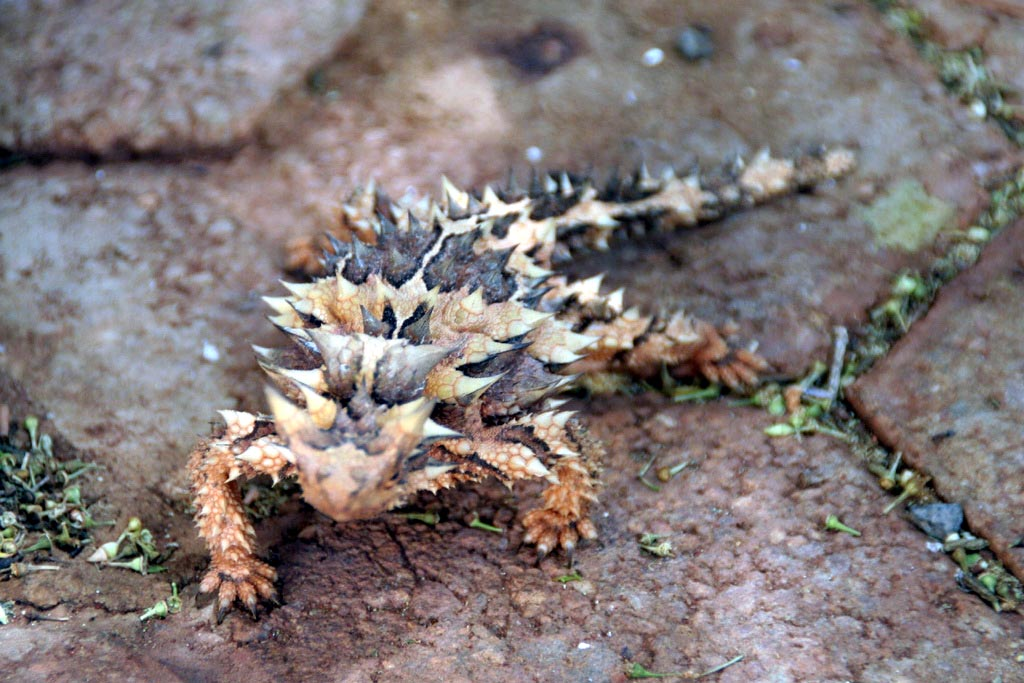
Животное пустыни, Кубер-Педи
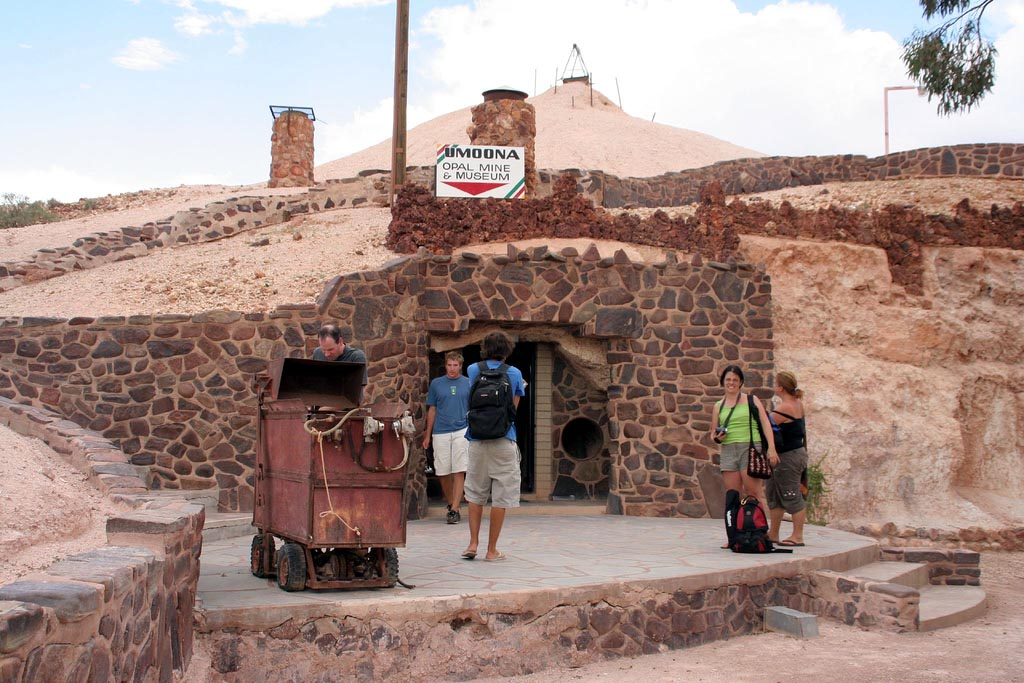
Шахта-музей опалов, Кубер-Педи
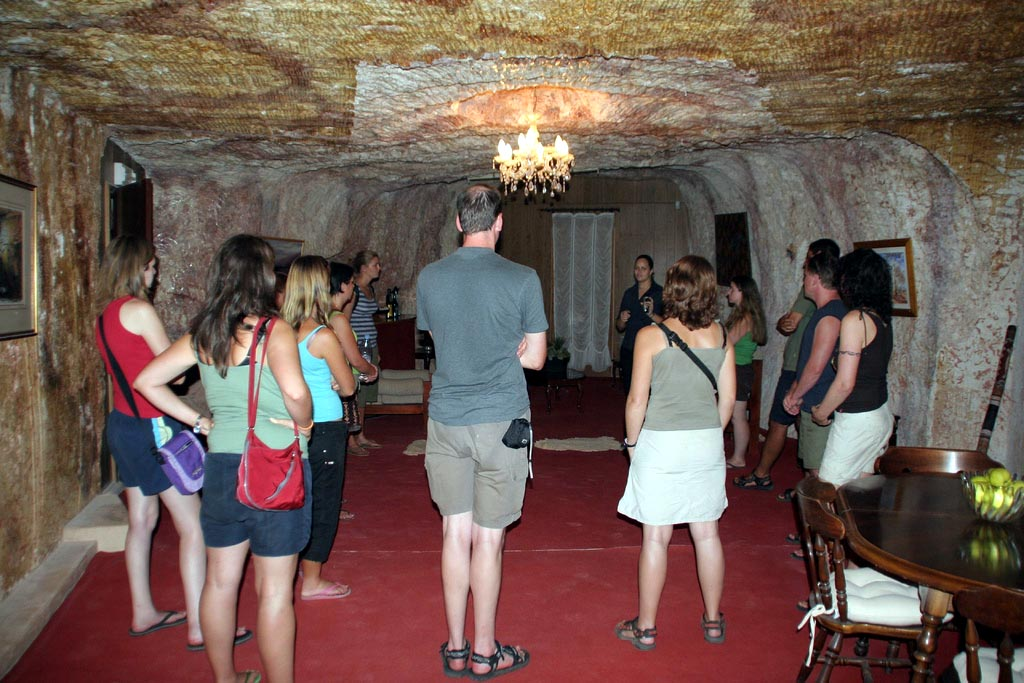
Шахта-музей опалов, Кубер-Педи
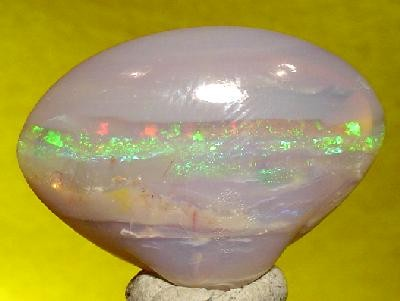
Опал из Кубер-Педи
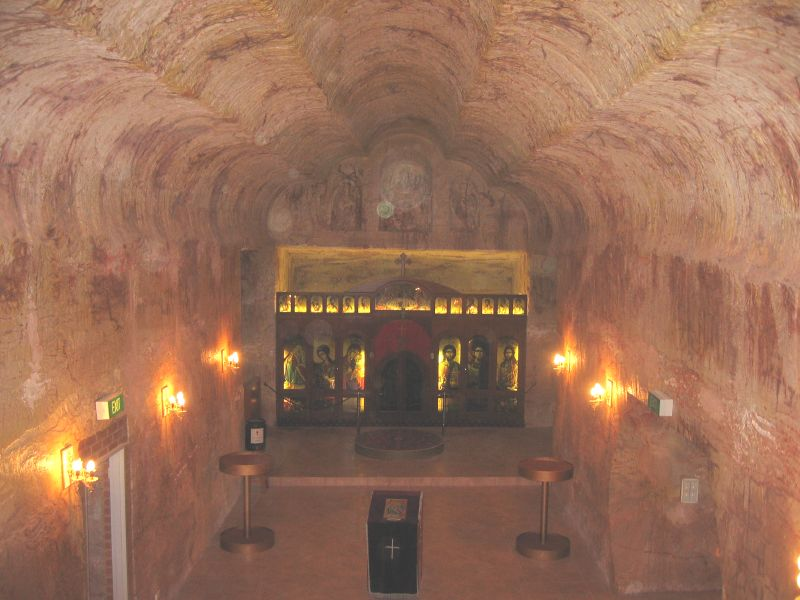
Подземный храм, Кубер-Педи
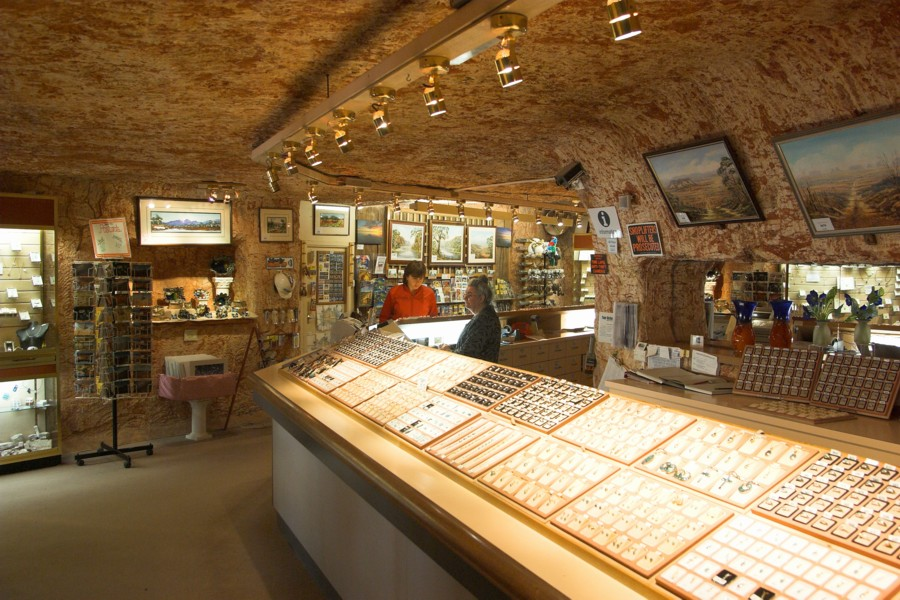
Подземный музей драгоценностей
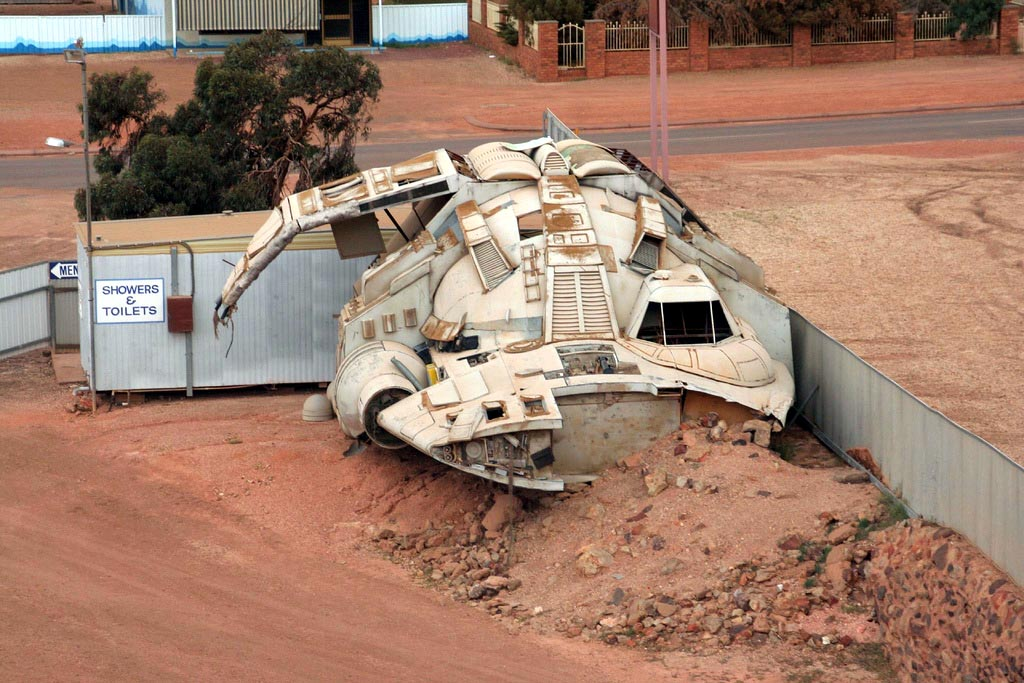
Остатки космического корабля из фильма «Чёрная дыра»